# Спасатели во времени
«Спасатели во времени» (англ. Minutemen) — фильм производства «Disney» снятый в 2008 году.

## Сюжет
Первый день в старших классах. Для всех это — чудо. На футбольном поле унижают маленького мальчика, и Вёрджел хочет остановить это. Но, к несчастью, у него это не получается. Ребята с поля одели их в женские костюмы чирлидеров, накрасили косметикой и подвесили за трусы на школьную статую (барана). С этого момента Вёрджил и Чарли лучшие друзья. Спустя 3 года Чарли придумывает машину времени. Но, увы, не до конца. Ему нужен человек, который хорошо разбирается в технике. Друзья рассказывают о своей машине байкеру по имени Зик и берут его в команду. Первый их эксперимент был на любимой кошке Чарли. Посмотрев на часы, которые были повешены на кота, они узнали, что он отправился в прошлое на 1 минуту. В школьной раздевалке Чарли и Вёрджил увидели, что из душа выходит школьный «ботаник» Честер. И, когда Честер открыл свой шкафчик, он увидел, что его одежду украли, и с позором вышел в коридор, смотря, как его одежду держат школьные хулиганы. И вот тогда ребята догадались, зачем им нужна машина времени. Их первый полёт во время стал именно тогда, когда Честер открывает свой шкафчик и видит пропажу одежды, они подходят и дают ему другую одежду (в стиле Хип-хоп). Он становится крутым, и задирает нос школьным хулиганам (мальчишек никто не узнал потому, что они были в лыжных костюмах, так как путешествуя во времени бывают перепады температуры). И так они помогали и другим «ботаникам». Затем к ним присоединяется девушка Джанетт. Вёрджел стал использовать машину в своих личных целях. Например, когда он узнал, что его подруга Стефани, которую он любит, упала и сломала ногу, он сделал так, чтобы она не упала. И так она поняла, что он и есть спасатель во времени.
Чарли признаётся друзьям, что украл программу у НАСА. И теперь их могут за это посадить. Но за всё время, как они пользовались машиной, за ними следили ФБР. Через несколько дней Чарли узнаёт, что от этих волн, которые приходили в процессе употребления машины времени, появляется чёрная дыра. И у них только один выход — отправиться в прошлое и закрыть «портал». Они отправляются и узнают, что сегодня 1 сентября 2005 года, это первый день в старших классах. они пошли на школьное поля и видели, как их тогда унижали, и Вёрджел узнал, что на самом деле это придумал Дерек (Дерек — его лучший друг). Вёрджел решает ничего не менять в прошлом, так как в этот день они с Чарли познакомились. Они успевают вернуться в настоящее, и теперь они школьные «Звёзды»!

## Актёры
- Верджел Фокс — Джейсон Долли
- Стефани Джеймсон — Челси Стауб
- Зик Томпсон — Николас Браун
- Чарли Татл — Люк Бенвард
- Дерек Бьюгард — Стивен Маккуин
- Декстер Дарден — Честер